# 小田仁二郎
小田仁二郎（おだ じんじろう、1910年12月8日-1979年5月21日）は、日本の小説家。

## 来歴
山形県南陽市生まれ。早稲田文学仏文科卒後、都新聞に勤める。戦後になって丹羽文雄の『文学者』に参加。1948年に真善美社の「アプレゲール叢書」の一冊として刊行された「触手」で文壇の一部からは評価されたが、その難解さから商業誌には迎えられなかった。1952年「昆虫系」で芥川賞候補、53年「からかさ神」で芥川賞候補、54年「塔の沢」で直木賞候補。またこの頃、『文学者』同人の瀬戸内晴美と知り合い、後に同棲同然となる。
1956年に『文学者』が解散すると、同人誌『Z』を主宰し、瀬戸内、吉村昭、吉井徹郎、宇野義雄らが参加、後に北原節子（津村節子）が参加する。瀬戸内が『新潮』の同人雑誌特集号に書いた「女子大生・曲愛玲」が、1957年の新潮社同人雑誌賞を受賞すると、『Z』も注目を集めるようになる。『Z』は3か月ごとに定期的に発行され、吉村と北原が次第に認められるようになった。『Z』に連載していた時代小説「写楽」を認められ、小田は1958年5月から『週刊新潮』で「流戒十郎うき世草子」を連載し、これにより出版社からの出版の申し入れが来るようになった。同年秋に『Z』は廃刊する。
その後瀬戸内、鈴木晴夫、宇野義雄と新しい同人誌を発行し、これは雑誌名も表紙もないという風変わりなものだった。これに小田は「写楽」の続編「北斎最後の事件」を書き、瀬戸内の書いた「東慶寺」は後の長編「田村俊子」の序章となった。1959年「蚤芝居」で時事文学賞受賞。
小田の死去後、瀬戸内はかつての同人誌仲間たちと、小田を特集する同人誌『JiN』を刊行した。

## 著書
- 『触手』真善美社 1948年
- 『おもしろい神話ものがたり』大津順一 東西文明社、1953年
- 『少年ノーベル賞ものがたり ノーベルとはどんな人か』高嶺洋 東西文明社、1953年
- 『まがり恋染控』浪速書房 1959年
- 『浮世絵小僧』正続 浪速書房 1959年
- 『秘戯図』小壷天書房 1959年（「写楽」改題）
- 『魔剣侍』浪速書房 1959年
- 『流戒十郎うき世草紙』新潮社 1959年
- 『紅太郎艶殺帖』東方社 1959年
- 『白い触手』アサヒ芸能出版 1960年
- 『愛の部屋』東方社 1964年
- 『女は生きる 現代名作案内』文化服装学院出版局 1965年
- 『サムライたち 歴史すきゃんだる』久保書店 1965年
- 『背中と腹』河出書房新社 1965年
- 『女の植物』東方社 1965年
- 『静かな生のなかで』東方社 1966年
- 『続・流戒十郎うき世草紙 続』芸文社(芸文新書)1966年
- 『魔剣』芸文社 1966年
- 『小田仁二郎作品集 触手』深夜叢書社 1979年